# Tarapacá (ort)
Tarapacá är en ort i Colombia.   Den ligger i departementet Amazonas, i den sydöstra delen av landet, 1 000 km sydost om huvudstaden Bogotá. Tarapacá ligger 70 meter över havet och antalet invånare är 3 100.
Terrängen runt Tarapacá är platt. Runt Tarapacá är det mycket glesbefolkat, med 2 invånare per kvadratkilometer. Det finns inga andra samhällen i närheten. I omgivningarna runt Tarapacá växer i huvudsak städsegrön lövskog.